# Flèche brabançonne 2019
La Flèche brabançonne 2019 est la 59e édition de cette course cycliste masculine sur route. Elle a eu lieu le 17 avril 2019 dans les provinces du Brabant flamand et du Brabant wallon, en Belgique, et fait partie du calendrier UCI Europe Tour 2019 en catégorie 1.HC.

## Parcours
Le départ est donné à Louvain et l'arrivée est jugée à Overijse après 196,2 km de course. Louvain et Overijse accueillent le départ et l'arrivée de la Flèche brabançonne respectivement depuis 2008 et 2010.

## Équipes
Classée en catégorie 1.HC de l'UCI Europe Tour, la Flèche brabançonne est par conséquent ouverte aux WorldTeams dans la limite de 70 % des équipes participantes, aux équipes continentales professionnelles, aux équipes continentales belges et à une équipe nationale belge.
Vingt-et-une équipes participent à cette Flèche brabançonne - huit World Teams et treize équipes continentales professionnelles.
| WorldTeams (8)- Lotto Soudal - Bahrain-Merida - Deceuninck-Quick Step - EF Education First - Mitchelton-Scott - Dimension Data - Team Sunweb - UAE Team Emirates Équipes continentales professionnelles (13)- Cofidis, Solutions Crédits - Corendon-Circus - Total Direct Énergie - Israel Cycling Academy - Neri Sottoli-Selle Italia-KTM - Riwal Readynez - Roompot-Charles - Sport Vlaanderen-Baloise - Arkéa-Samsic - Vital Concept-B&B Hotels - Team Novo Nordisk - Wallonie Bruxelles - Wanty-Groupe Gobert |
| |

## Prix
La Flèche brabançonne attribue les prix suivants aux vingt premiers coureurs, pour un total de 18 800 €[réf. à confirmer] :
| Position | 1er     | 2e      | 3e      | 4e    | 5e    | 6e et 7e | 8e et 9e | 10e à 20e |
| Prix     | 7 515 € | 3 760 € | 1 875 € | 935 € | 745 € | 565 €    | 375 €    | 190 €     |

## Classements

### Classement final
| \| Classement général \| Classement général \| Classement général \| Classement général \| Classement général \| \| Coureur \| Coureur \| Pays \| Équipe \| Temps \| \| ------------------ \| -------------------- \| ------------------ \| --------------------- \| ------------------ \| \| 1er \| Mathieu van der Poel \| Pays-Bas \| Corendon-Circus \| 4 h 35 min 11 s \| \| 2e \| Julian Alaphilippe \| France \| Deceuninck-Quick Step \| + 0 s \| \| 3e \| Tim Wellens \| Belgique \| Lotto-Soudal \| + 0 s \| \| 4e \| Michael Matthews \| Australie \| Team Sunweb \| + 0 s \| \| 5e \| Bjorg Lambrecht \| Belgique \| Lotto-Soudal \| + 11 s \| \| 6e \| Alberto Bettiol \| Italie \| EF Education First \| + 12 s \| \| 7e \| Enrico Gasparotto \| Italie \| Dimension Data \| + 12 s \| \| 8e \| Alexander Kamp \| Danemark \| Riwal Readynez \| + 12 s \| \| 9e \| Pieter Serry \| Belgique \| Deceuninck-Quick Step \| + 12 s \| \| 10e \| Maurits Lammertink \| Pays-Bas \| Roompot-Charles \| + 12 s \| |                      |           |                       |                 |
| |                      |           |                       |                 |
| Source : ProCyclingStats |                      |           |                       |                 |
| Classement général |                      |           |                       |                 |
| Coureur | Coureur              | Pays      | Équipe                | Temps           |
| 1er | Mathieu van der Poel | Pays-Bas  | Corendon-Circus       | 4 h 35 min 11 s |
| 2e | Julian Alaphilippe   | France    | Deceuninck-Quick Step | + 0 s           |
| 3e | Tim Wellens          | Belgique  | Lotto-Soudal          | + 0 s           |
| 4e | Michael Matthews     | Australie | Team Sunweb           | + 0 s           |
| 5e | Bjorg Lambrecht      | Belgique  | Lotto-Soudal          | + 11 s          |
| 6e | Alberto Bettiol      | Italie    | EF Education First    | + 12 s          |
| 7e | Enrico Gasparotto    | Italie    | Dimension Data        | + 12 s          |
| 8e | Alexander Kamp       | Danemark  | Riwal Readynez        | + 12 s          |
| 9e | Pieter Serry         | Belgique  | Deceuninck-Quick Step | + 12 s          |
| 10e | Maurits Lammertink   | Pays-Bas  | Roompot-Charles       | + 12 s          |

### UCI Europe Tour
La course attribue aux coureurs le même nombre de points pour l'UCI Europe Tour 2019 et le Classement mondial UCI.
| Position           | 1er | 2e  | 3e  | 4e  | 5e | 6e | 7e | 8e | 9e | 10e | 11e | 12e | 13e | 14e | 15e | 16e à 30e | 31e à 40e |
| Classement général | 200 | 150 | 125 | 100 | 85 | 70 | 60 | 50 | 40 | 35  | 30  | 25  | 20  | 15  | 10  | 5         | 3         |